# 案納勝
案納 勝（あんのう まさる、1928年〈昭和3年〉7月16日 - ）は、日本の政治家。日本社会党に所属し、参議院議員（1期）を務めた。

## 経歴
福岡県久留米市生まれ。1945年（昭和20年）、旧制久留米商業学校（現久留米市立久留米商業高等学校）を卒業した。1946年（昭和21年）に郵政省福岡貯金局に入省した。1972年（昭和47年）に退職した。
1974年（昭和49年）の第10回参議院議員通常選挙で全国区から日本社会党公認で立候補して当選。1期務める。在任中は、決算委員会委員などを務めた。
1980年（昭和55年）6月の第12回通常選挙には出馬せず引退した。
1998年（平成10年）秋の叙勲で勲三等旭日中綬章受章。

## 人物
- 趣味は囲碁、釣り、読書[2]